# Pritsjaly
Pritsjaly (Russisch: Причалы, Duits: Inse) is een plaats in de russische Oblast Kaliningrad, rayon Slavsk. De plaats maakt deel uit van de gemeente Jasnoje en telde 123 inwoners bij de volkstelling van 2010.